# Hilario Ulloa
Hilario Ulloa war vom 20. Oktober bis zum 7. November 1839 Supremo Director (Staatspräsident) von Nicaragua.

## Leben
Hilario Ulloa heiratete Rafaela Calvo. Ihr Sohn Manuel Ulloa y Calvo (1821–1879), wurde am 20. September 1867 Bischof des Bistums Leon in Nicaragua.